# Batodaeus
Batodaeus is een geslacht van kreeftachtigen uit de klasse van de Malacostraca (hogere kreeftachtigen).

## Soort
- Batodaeus urinator (A. Milne-Edwards, 1881)